# Яблоня лесная
Я́блоня лесна́я, или я́блоня ди́кая (лат. Málus sylvéstris) — вид деревьев из рода Яблоня семейства Розовые. 
Долгое время считалось, что именно она была родоначальницей яблони домашней, однако по ДНК-анализу было установлено, что известные 2 500 сортов яблони домашней происходят от яблони Сиверса. Тем не менее другой ДНК-анализ показал, что дикая лесная яблоня также внесла существенный вклад в происхождение яблони домашней.

## Ботаническое описание
Преимущественно высокие кустарники от 3 до 5 метров высотой, хотя встречаются и деревья высотой до 10 м.
Крона плотная. Кора бурая.
Слегка покрытые волосками, либо гладкие листья имеют яйцевидную форму, зазубрены, длиной от 4 до 8 см.

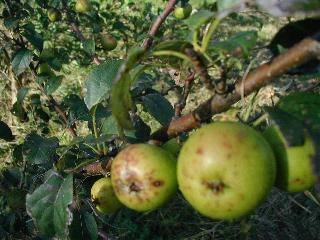
Плоды лесной яблони

В апреле—мае появляются розовато-белые цветки.
Шарообразные жёлто-зелёные с пятном красного цвета плоды горько-кислого и деревянистого вкуса имеют диаметр от 2 до 4 см. Семена содержат слабоядовитый амигдалин.

## Распространение и экология
Природный ареал яблони лесной — от Центральной Европы до Передней Азии, причём южная и восточная границы ареала достоверно не определены. В Альпах яблоня лесная встречается вплоть до высоты 1100 м над уровнем моря. Она предпочитает заливные луга и пограничные с лесом сырые местности.
В России яблоня лесная естественно произрастает в северной и западной части средней полосы. Северная граница ареала в России проходит приблизительно по линии: Карельский перешеек — Вологда — Пермь.
Яблоня лесная растёт рассеянно в пойменных лесах, в живых изгородях и в кустарнике, на свежей богатой питательными веществами глинистой и каменистой почве.

## Химический состав
Яблоко содержит до 80 % воды, остальные 20 % полезные вещества: клетчатка, органические кислоты, калий, натрий, кальций, магний, фосфор, железо, йод, а также витамины А, В1, В3 (РР), С и др. В яблоках содержатся такие важные природные кислоты, как яблочная, винная и лимонная, а в комплексе с теми же дубильными веществами эти кислоты останавливают процессы гниения и брожения в кишечнике. Плоды содержат сахара (глюкозу, сахарозу и другие), эфирное масло, и другие вещества. Многие из этих веществ сохраняются в моченых и сушеных яблоках, а также в продуктах переработки.
В яблоне суммарное содержание сахаров колеблется в пределах 7,1-22,3 %; олигосахаридов — 0,5- 12 %. В листьях яблони содержание полисахаридов составляет 7,75 %. Фракционный состав полисахаридов листьев яблони лесной представлен водорастворимыми полисахаридами — 2,16 %, пектиновыми веществами — 1,9 %, гемицеллюлозой — 10,5 %. В незрелых плодах разных видов яблонь содержится —1,5-4,5 % сахаров, в зрелых — 9,8- 17,5 %, а в листьях в соответствующие периоды 3,2-4,8 % и 5,7-7,2 %. Качественный состав сахаров плодов и листьев яблони представлен чаще всего глюкозой, фруктозой и сахарозой, реже встречаются арабиноза и ксилоза. В плодах яблони содержится фитогликоген.
Большое количество пектинов содержится в культурных сортах яблок, что обусловливает их детоксицирующие свойства. Отходы переработки яблок являются наиболее распространенным пектинсодержащим сырьем, а полученный из них пектин применяют в пищевой, фармацевтической промышленности и в лечебных целях. В плодах дикорастущих яблонь содержание пектиновых веществ на сырое вещество мякоти составляет 0,75-1,7 % (что в перечислении на сухое вещество составляет около 1,66 %): протопектина — 0,53 %, гидропектина — 0,47 %; в листьях яблони содержание пектиновых веществ достигает 13 %.
В яблоках сумма аминокислот составляет 37-82 мг %. Выявлены такие незаменимые аминокислоты, как аргинин, тирозин, треонин, лизин, гистидин. Общее содержание белка в плодах яблони — 0,4 %. Аминокислотный состав листьев яблони представлен глутаминовой и аспарагиновой кислотами, глицином, пролином, серином, аланином, лизином, лейцином, валином, треонином, аргинином, изолейцином, гистидином, метионином, тирозином, фенилаланином.
Общая кислотность плодов дикой яблони варьирует в широких пределах: от 0,38-0,44 % до 4,2 %. В плодах яблони содержание органических кислот составляет 1,9 %, в листьях — 0,16 %. В плодах яблони преобладает яблочная кислота; в меньших количествах, иногда в виде следов, содержатся лимонная, винная, щавелевая кислоты; в листьях — яблочная, винная, лимонная и щавелевая. Содержание аскорбиновой кислоты в плодах дикорастущих яблонь колеблется от 5,7 до 30,6 %, в листьях — 0,12 %.
В яблоках найдена необычная смесь флавоноловых гликозидов. В кожице яблок присутствует 3-арабинозид, 3-глюкозид, 3-галактозид, 3-ксилозид и 3-рамнозид кверцетина. В листьях яблони найдены гиперозид, кверцетин, кверцитрин, изокверцитрин, авикулярин, рутин, нарингенин, апигенин, лютеолин, кемпферол, астрагалин, мирицетин. В некоторых видах яблони найдены дигидрохалконы. Флоретин содержится в листьях, флородзин — в корнях и листьях яблони.
Содержание полифенолов в полукультурных мелкоплодных яблонях составляет 450—600 мг %, в крупноплодных — 100—150 мг %. В дикорастущих видах яблони количество полифенолов колеблется от 120 мг % до 2,5-2,8 %. В большинстве видов дикорастущих яблонь количество лейкоантоцианов находится в пределах 140—520 мг %, антоцианов — 8-90 мг %. Антоцианы яблок представлены одним агликоном — цианидином и одним гликозидом — мекоцианином, или цианидин-3-галактозидом.
Из эфиров коричных кислот наиболее распространена хлорогеновая кислота, которая является основной составной частью суммы фенольных веществ яблок. Хлорогеновой кислоты в яблоках содержится 4-50 мг %. В листьях содержание гидроксикоричных кислот в пересчете на хлорогеновую кислоту составляет 2,84 %. Их состав представлен хлорогеновой, неохлорогеновой, п-кумаровой и кофейной кислотами.
В листьях яблони лесной найдены кумарины: умбеллиферон, эскулетин, скополетин; производные бензойной кислоты: галловая и эллаговая кислоты; сапонины: урсоловая кислота; β-ситестерин.
Представители рода Malus содержат небольшое количество каротиноидов: большинство видов имеет их от следов до 0,27 мг %. Максимальное содержание каротина в яблонях узколистной и вишнеплодной — 1,5 и 2,9 мг %, а в яблоне обильноцветущей колеблется от 0,6 до 1,2 мг %. В листьях яблони лесной содержание каротиноидов в пересчете на β-каротин составляет 250 мг %.
В плодах разных видов яблони количество золы колеблется от 3,0 до 4,47 % (на абсолютно сухое вещество). В золе плодов яблони содержание различных элементов составляет: алюминия — до 1,0 %, кремния — от 5 до 10 %, натрия — 0,5-1 %, калия — от 200 до 240 мг %, кальция — 0,7-1,0 %, стронция — менее 0,01 %, фосфора — 2-3 %, железа — 2 %, кобальта — 3,0 мкг %, молибдена — 0,0001-0,0005 %, бария — от 0,01 % до 0,03 %, титана — 0,005- 0,05 %, ванадия — около 0,0001 %, циркония — 0,001 %, хрома — 0,001- 0,003 %, меди — 0,001-0,006 %. В золе листьев яблони содержание элементов составляет: меди — 18 мг / 100 г, цинка — 40 мг / 100 г, алюминия — 820 мг / 100 г, марганца — 110 мг / 100 г, железа — 940 мг / 100 г, никеля — 0,002 %, фосфора — более 3 %, молибдена — до 0,0002 %, бария — 0,1 %, титана — 0,05 %, ванадия — 0,0003 %, циркония — 0,003 %. Хрома — 0,001- 0,003 %.
В семенах яблони содержание жирного масла составляет 0,2 %. В листьях яблони содержание хлорофиллов составляет 0,4 %.

## Хозяйственное значение и использование

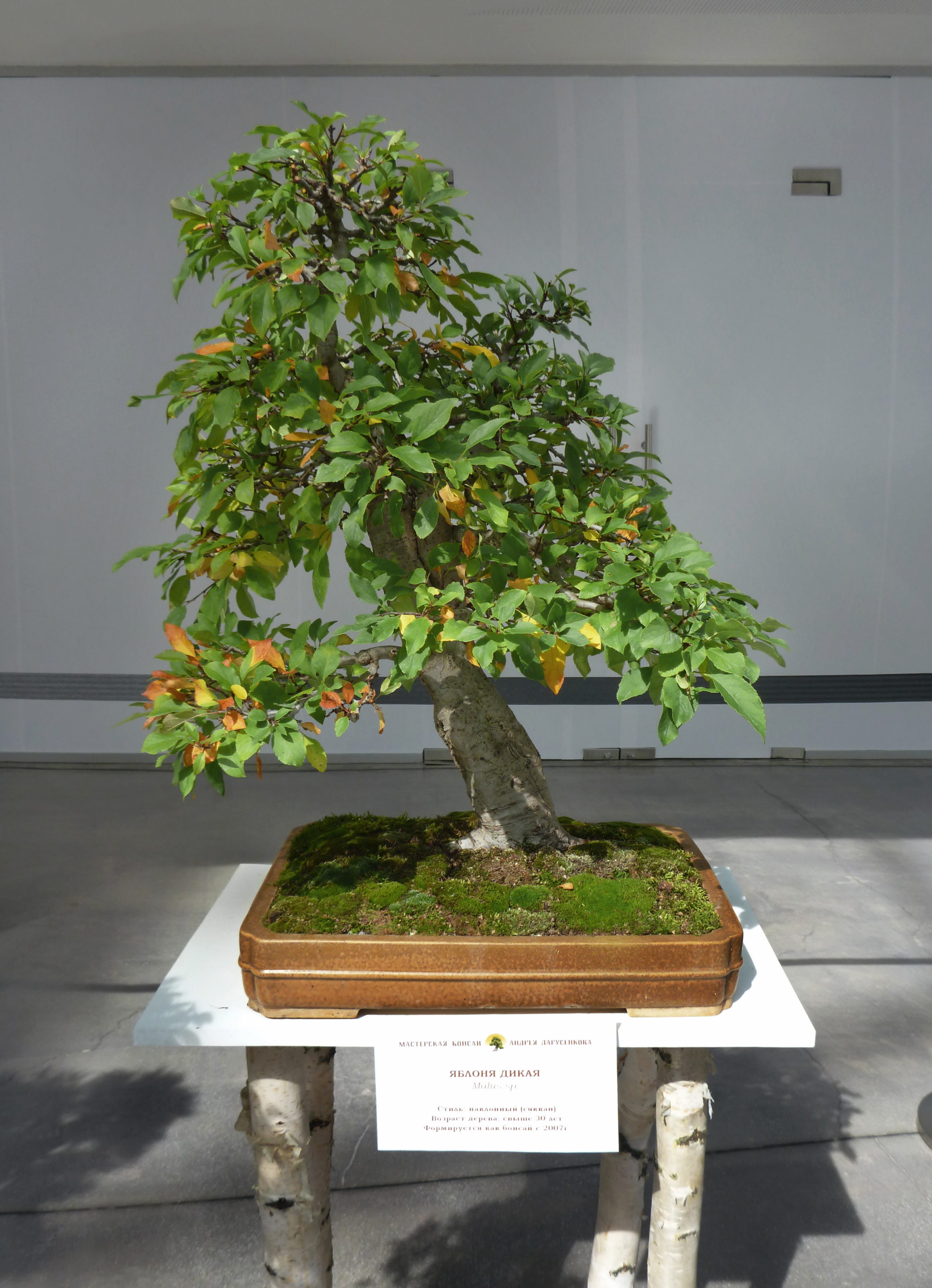
Яблоня дикая в форме бонсай

Медоносное растение. Продуктивность условно чистых насаждений 20 кг/га.
Птицы используют дерево для гнездования.
Богатые дубильными веществами плоды используют, чтобы придать варенью пикантный аромат.
Хорошая морозоустойчивость дерева позволяет использовать его для скрещивания в селекции яблонь.

## Классификация

### Таксономия
- Malus sylvestris (L.) Mill., 1768, Gard. Dict., ed. 8. : Malus n.° 1

Вид Яблоня лесная относится к роду Яблоня (Malus) семейства Розовые (Rosaceae) порядка Розоцветные (Rosales), последовательно входящего в более крупные клады Фабиды → Розиды → Суперрозиды → Эвдикоты → Цветковые растения. Таксономическая схема в соответствии с Системой APG IV по состоянию на июнь 2024 года:
|  |                          |  |                                   |                                   |                   |  | еще 8 семейств | еще 8 семейств |                   |  |                         |  | еще 43 подтвержденных вида* и 171 вид, ожидающий подтверждения | еще 43 подтвержденных вида* и 171 вид, ожидающий подтверждения |  |
|  |                          |  |                                   |                                   |                   |  | еще 8 семейств | еще 8 семейств |                   |  |                         |  | еще 43 подтвержденных вида* и 171 вид, ожидающий подтверждения | еще 43 подтвержденных вида* и 171 вид, ожидающий подтверждения |  |
|  |                          |  |                                   | порядок Розоцветные               |                   |  |                |                | род Яблоня        |  |                         |  |                                                                |                                                                |  |
|  |                          |  |                                   | порядок Розоцветные               |                   |  |                |                | род Яблоня        |  | 2 внутривидовых таксона |  |                                                                |                                                                |  |
|  | клада Цветковые растения |  |                                   |                                   | семейство Розовые |  |                |                | вид Яблоня лесная |  |                         |  |                                                                |                                                                |  |
|  | клада Цветковые растения |  |                                   |                                   |                   |  |                |                |                   |  |                         |  |                                                                |                                                                |  |
|  |                          |  | ещё 63 порядка цветковых растений | ещё 63 порядка цветковых растений |                   |  |                | еще 116 родов  | еще 116 родов     |  |                         |  |                                                                |                                                                |  |
|  |                          |  |                                   | ещё 63 порядка цветковых растений |                   |  |                |                | еще 116 родов     |  |                         |  |                                                                |                                                                |  |

* — два вида из 46, перечисленных в источнике, являются синонимичными с различным написанием названия.

### Синонимы
- Malus acerta Mérat
- Malus communis subsp. sylvestris (L.) Gams
- Malus communis var. sylvestris (L.) Beck
- Pyrus acerba (Mérat) DC.
- Pyrus malus subsp. sylvestris (L.) Ehrh.
- Pyrus malus var. sylvestris L.
- Pyrus pomum M.F.Fay & Christenh.
- Pyrus sylvestris (L.) Gray